# Benedikt Gröndal
Benedikt Gröndal (ur. 7 lipca 1924 w Önundarfjörður, zm. 20 lipca 2010 w Reykjavíku) – islandzki polityk, dziennikarz i dyplomata, deputowany, minister spraw zagranicznych od 1978 do 1980, premier Islandii w latach 1979–1980.

## Życiorys
Był synem nauczyciela Sigurðura Gröndala i jego żony Mikkelíny Maríi Sveinsdóttir. W 1943 ukończył szkołę średnią w Reykjavíku. W 1946 został absolwentem historii na Uniwersytecie Harvarda. W 1947 studiował na Uniwersytecie Oksfordzkim. Pracował jako dziennikarz i redaktor, a także jako dyrektor wydziału edukacji w organizacji spółdzielczej, uczestniczył też w tworzeniu pierwszej islandzkiej telewizji.
W latach 1950–1954 był radnym Reykjavíku. Po raz pierwszy do Althingu został wybrany w 1956, posłem do islandzkiego parlamentu pozostawał do 1982. Działał w Partii Socjaldemokratycznej, której przewodniczył w latach 1974–1980.
W 1978 został ministrem spraw zagranicznych. 15 października 1979 objął funkcję premiera rządu mniejszościowego, pozostając jednocześnie na czele resortu spraw zagranicznych. Pełnienie tych funkcji zakończył 8 lutego 1980. Po zakończeniu kariery politycznej w 1982 został islandzkim ambasadorem w Szwecji. Stanowiska ambasadorskie zajmował do 1991, w tym od 1989 jako stały przedstawiciel Islandii przy ONZ.
Benedikt Gröndal był żonaty z Heidi Gröndal, miał trzech synów.